# Орбух, Соня
Соня Шейнвальд Орбух (урожденная Сара Шейнвальд, 24 мая 1925, Любомль, Волынское воеводство, Польша — 30 сентября 2018, Corte Madera, Калифорния) — американская просветительница в вопросах истории Холокоста. Во время Второй мировой войны она была борцом еврейского сопротивления в восточной Польше.
Орбух во время Второй мировой войны пряталась в лесах Польши со своей семьей. Она присоединилась к группе советских партизан, взяв имя Соня на случай, если попадет в плен, и помогала воевать против немцев. После войны она вернулась домой, где познакомилась со своим будущим мужем. Родила дочь в лагере беженцев в Германии, семья в конце концов эмигрировала в США.
После эмиграции Соня провела много времени, публично рассказывая о своем опыте, а в 2009 году она опубликовала автобиографию Here, There Are No Sarahs: A Woman’s Courageous Fight Against the Nazis and Her Bittersweet Fulfillment of the American Dream («Здесь нет Сар: мужественная борьба женщины против нацистов и её горько-сладкое исполнение американской мечты»).

## Ранний период жизни
Сара Шейнвальд родилась 24 мая 1925 года и выросла в Любомле, тогда входившем в состав Польши, на 2023 год входящем в Волынскую область Украины. Городок находится примерно в 320 км. к югу от польской Варшавы, где преимущественно проживало еврейское население.

## Вторая мировая война
Вторая мировая война началась в 1939 году, когда ей было 14 лет. Пакт Молотова — Риббентропа разделил Польшу между Германией и Советским Союзом, и её родной город перешёл под советский контроль. Два года спустя немцы в рамках операции «Барбаросса» дошли до города и заставили евреев Любомля переселиться в гетто. Пострадали восемь тысяч человек, которым пришлось защищаться, бежать или прятаться. Не имея возможности присоединиться к партизанскому отряду своего брата из-за своего пола, Сара пряталась в лесу с родителями и дядей зимой 1942—1943 годов, всё время перемещаясь, будучи голодной, замёрзшей и завшивевшей.
Так как её дядя Цви хорошо знал местность, советские партизаны приняли их к себе и переименовали Сару в Соню, чтобы имя звучало более по-русски. Они жили в лесном лагере и участвовали в партизанских актах саботажа и сопротивления; в 1944 году Соня была призвана в Красную Армию. Во время очередной попытки семьи спрятаться мать Сони умерла от сыпного тифа. Соня оказывала помощь раненым, несмотря на отсутствие медицинского образования.

## Послевоенная жизнь
К маю 1945 года, к концу войны, Соня вернулась в Любомль и стала работать на почте. В том же году она вышла замуж за бывшего польского кавалерийского офицера Исаака Орбуха, с которым познакомилась в Хелме сразу после войны. Только 50 из 8000 жителей её города удалось выжить. Семья переехала в лагерь беженцев в Цайльсхайме недалеко от Франкфурта, где Соня родила дочь, в феврале 1949 года они переехали в Нью-Йорк, где Орбух родила сына Пола. Впоследствии семья переехала в Северную Калифорнию.
Соня рассказывала о своем опыте в своих публичных выступлениях, а в 2009 году опубликовала свою автобиографию, написанную в соавторстве с Фредом Розенбаумом.
Перед смертью Орбух размышляла о масштабах еврейского сопротивления: «Возможно ли было всем сражаться, выбраться в лес и выжить? нет. Мой брат не выжил, мой дядя не выжил», но тем не менее она чувствовала, что «каждый человек в гетто боролся по-своему».
Орбух умерла 30 сентября 2018 года. Некрологи были опубликованы по всему миру, в том числе в США, Азии и Европе.

## Публикации
- Here, There Are No Sarahs: A Woman’s Courageous Fight Against the Nazis and Her Bittersweet Fulfillment of the American Dream. Gatekeeper Press, Columbus, 2009. ISBN 978-1-57143-130-1 (с Фредом Розенбаумом)